# شورش هاگی
شورش هاگی (به ژاپنی: 萩の乱 Hagi no ran) یکی از شورش‌هایسامورایی‌های سابق در قلمروی چوشوی سابق بود که علیه دولت میجی انجام شد.